# Maximilian Gerhardt
Johann Maximilian „Max“ Gerhardt (* 3. Februar 1861 in Posen; † nach 1920) war ein deutscher Politiker.

## Leben
Max Gerhardt aus Thorn war promovierter Dr. phil. und ab 1906 Mitglied der Berliner Gesellschaft für Anthropologie, Ethnologie und Urgeschichte.
Er wurde am 19. August 1891 in der Stadtverordnetensitzung in Posen als gewählter besoldeter Stadtrat eingeführt. Er wurde 1898 Zweiter Bürgermeister in Schöneberg, ehe er 1905 mit 19 zu 16 Stimmen in Halberstadt für zwölf Jahre bis zum 7. Juli 1917 zum Ersten Bürgermeister gewählt wurde. Am 13. November 1905 wurde Gerhardt auf Lebenszeit zum Mitglied des Preußischen Herrenhauses berufen. 1917 wurde er für weitere zwölf Jahre zum Oberbürgermeister gewählt, trat aber 1920 von seinem Amt zurück, woraufhin der Stadtrat Paul Weber (SPD) zu seinem Nachfolger wählte.
Einen Wohnsitz in Berlin hatte er um 1910 in der Wilhelmstraße 43. In der Zeitschrift für Ethnologie ist in mehreren Jahrgängen der 1900er und 1910er Jahre die Schöneberger Prinz Georgstraße 4 als Anschrift dokumentiert, zeitweise auch die Hansastraße 10 in Dresden-Nord.